# Assaba (Líbia)
Assaba (em árabe: الأصـابعة; romaniz.: Al-Asab'a) é uma localidade do distrito de Jabal Algarbi, na Líbia.

## História
Em julho de 2011, durante a Guerra Civil Líbia, insurgentes prepararam-se para tomar Assaba das forças lealistas de Muamar Gadafi, pois se estivessem no controle dela, a marcha para Trípoli seria facilitado. Em 24 do mesmo mês, relatou-se que as forças lealistas avançaram a partir de Assaba, mas foram repelidas pelo exército insurgente oriundo de Zintane.
Em 18 de maio de 2017, uma coalizão de 12 tribos de toda a Líbia conseguiram fazer uma reconciliação intertribal em Assaba para resolver o conflito entre os maxaxias e os habitantes de Zintane. Esse acordo pavimentou o caminho à reabertura de lojas, escolas e hospitais e o posterior retorno das maxaxias para Auinia, Zauite Albagol e Omar. O comitê sediado ali formou-se no começo de 2016 e compreendia representantes das comunidades litigantes sob supervisão de oficiais de Assaba.
Em junho de 2017, com a divisão da Universidade da Montanha Ocidental em duas e a subsequente criação das Universidades de Gariã e Zintane, as Faculdades de Artes, Ciências e Educação sediadas em Assaba ficaram sob jurisdição de Gariã. Em outubro, segundo relatos não confirmados, Basit Igtet, membro do Conselho Nacional de Transição, foi impedido de entrar em Assaba, aparentemente porque o diretório de segurança da cidade e uma milícia local negaram proteção.